# Coccoloba arboreus
Coccoloba arboreus là một loài thực vật có hoa trong họ Rau răm. Loài này được Decne. & Planchon mô tả khoa học đầu tiên.